# Whittlesea
Whittlesea (voorheen Bulhoek) is een plaats in de Zuid-Afrikaanse provincie Oost-Kaap.
Whittlesea telt ongeveer 15.000 inwoners. 

## Subplaatsen
Het nationaal instituut voor de statistiek, Stats SA, deelt sinds de census 2011 deze hoofdplaats in in zogenaamde subplaatsen (sub place), c.q. slechts één subplaats:
Whittlesea SP.